# Тарраш, Зигберт
Зи́гберт Та́рраш (нем. Siegbert Tarrasch, 5 марта 1862, Бреслау — 17 февраля 1934, Мюнхен) — один из крупнейших шахматистов и теоретиков шахмат в истории, гроссмейстер. Наиболее активный последователь позиционной школы Стейница.

## Биография
Родился в состоятельной немецкоязычной еврейской семье (в те годы Бреслау, ныне Вроцлав, был частью Германии). Закончил Элизабет-гимназию. Изучал медицину и много лет практиковал как врач в Нюрнберге, затем в Мюнхене. Впоследствии всецело отдался практической и теоретической шахматной деятельности. Значительно дополнил и переработал учение Стейница. Автор многочисленных книг по шахматам. Основной труд — «300 шахматных партий», где изложены, в доступной для обычных людей форме, принципы позиционной игры. «Доктор» известен как первый «всемирный учитель шахмат».
Член символического клуба победителей чемпионов мира Михаила Чигорина с 30 августа 1895 года.
Как и у всякого учёного, у Тарраша появились и свои «враги».
Самым известным из них был Арон Нимцович, который постоянно критиковал Тарраша и навешивал на него всяческие уничижительные ярлыки. С подачи Нимцовича Тарраш вошёл в историю как «педантичный догматик, неспособный понять веяний новой шахматной мысли».
По мнению Каспарова, Тарраш не был шахматным профессионалом и к борьбе за титул чемпиона мира относился легкомысленно. Например, в 1890 году, получив от Гаванского клуба предложение сыграть с В. Стейницем матч за шахматную корону, немецкий маэстро отказался. В 1892 году, получив от Эмануила Ласкера вызов на матч, Тарраш ответил высокомерным отказом: «молодой человек» должен был сыграть в крупном турнире в 1890 году. И вообще в 1890-е годы Тарраш уклонялся от реальной борьбы за корону — «чтобы не подвергать свою нервную систему излишним перегрузкам» .
Хотя Тарраш и сыграл матч за корону, случилось это в 1908 году. Каспаров: «...в XX веке Ласкер был уже не по зубам Таррашу: чемпион мира сохранил практическую силу, а претендент начал терять её вместе с былой ясностью мышления… Остаётся лишь пожалеть, что их матч не состоялся лет на 10 — 15 пораньше».
Комментируя итоги матча с Ласкером, Тарраш был необъективен, списывая поражения либо на влияние дождливой погоды, либо на везение соперника. На самом деле причина поражения претендента была очевидной: он стремился искать абсолютную шахматную истину, пренебрегая психологическими нюансами, и в результате ошибался чаще своего соперника.

## Турнирные и матчевые результаты
| Год  | Город                | Наименование соревнования                                                      | +    | −   | =    | Очки              | Место |
| ---- | -------------------- | ------------------------------------------------------------------------------ | ---- | --- | ---- | ----------------- | ----- |

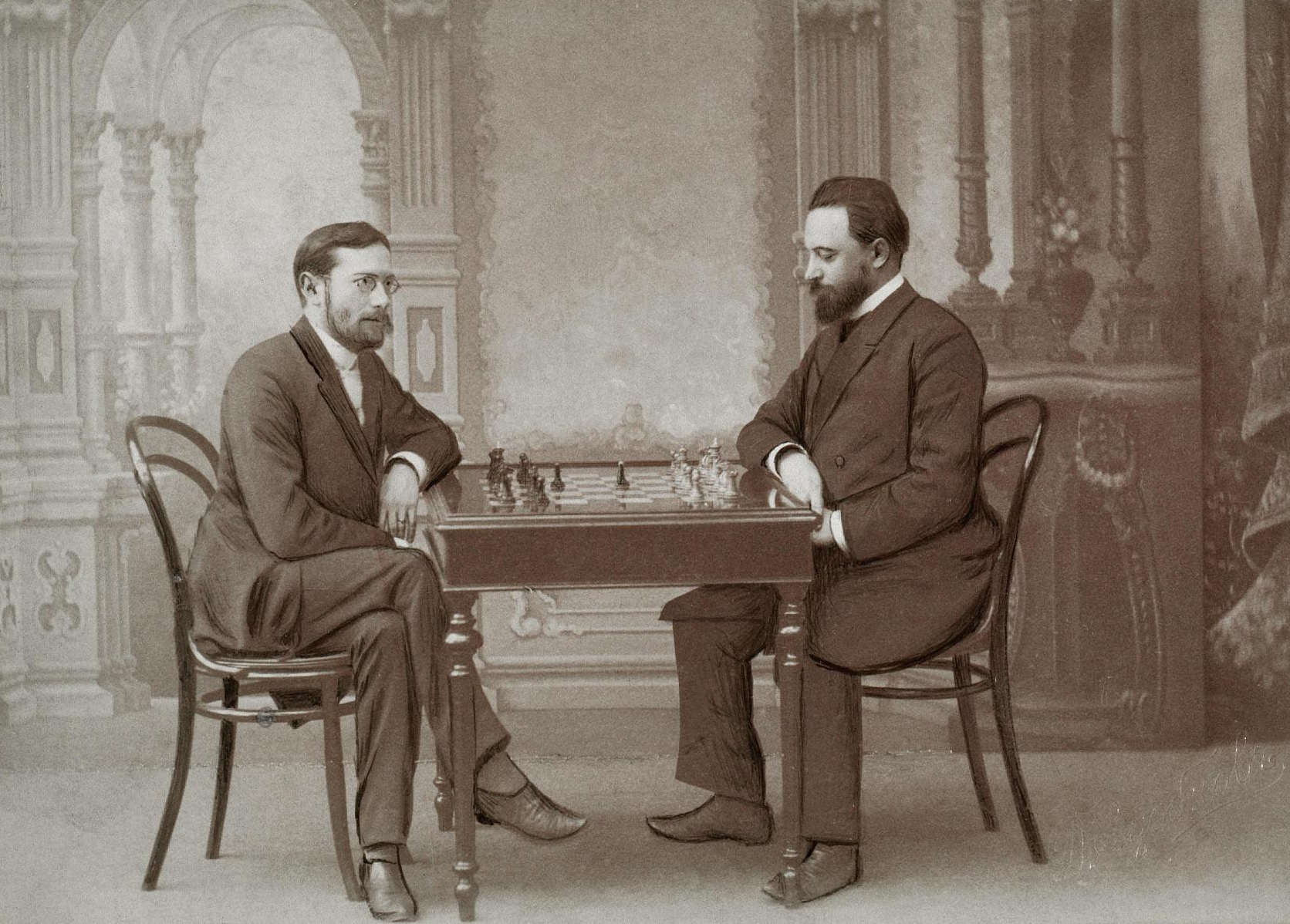
Шахматный матч 3игберта Тарраша и Михаила Ивановича Чигорина в Петербургском шахматном клубе 8 апреля 1893 года

| 1885 | Гамбург              | IV конгресс Германского шахматного союза                                       | 11   | 5   | 1    | 11½ из 17         | 2—6   |
| 1887 | Франкфурт-на-Майне   | V конгресс Германского шахматного союза                                        | 11   | 7   | 2    | 12 из 20          | 5—6   |
| 1888 | Нюрнберг             | 2-й конгресс Баварской шахматного союза (двухкруговой)                         | 5    | 3   | 2    | 6 из 10           | 1     |
|      | Лейпциг              | Турнир немецких мастеров                                                       | 2    | 0   | 5    | 2 из 7            | 7     |
| 1889 | Бреславль            | VI конгресс Германского шахматного союза                                       | 9    | 0   | 8    | 13 из 17          | 1     |
| 1890 | Манчестер            | V конгресс Британской шахматной ассоциации                                     |      |     |      | 15½ из 19         | 1     |
| 1892 | Дрезден              | VII конгресс Германского шахматного союза                                      | 9    | 1   | 6    | 12 из 16          | 1     |
| 1893 | Петербург            | Матч против М. Чигорина                                                        | 9    | 9   | 4    | 11 из 22          |       |
|      | Нюрнберг             | Матч против К. Вальбродта                                                      | 7    | 0   | 1    | 7½ из 8           |       |
| 1894 | Лейпциг              | IX конгресс Германского шахматного союза                                       | 13   | 3   | 1    | 13½ из 17         | 1     |
| 1895 | Гастингс             | Международный турнир                                                           | 12   | 4   | 4    | 14 из 21          | 4     |
| 1896 | Нюрнберг             | Международный турнир                                                           | 9    | 3   | 6    | 12 из 18          | 3—4   |
|      | Будапешт             | Международный турнир                                                           | 4    | 4   | 4    | 6 из 12           | 8     |
| 1898 | Вена                 | Международный турнир (двухкруговой турнир) Матч за 1-е место с Г. Н. Пильсбери | 21 2 | 2 1 | 13 1 | 27½ из 36 2½ из 4 | 1     |
| 1902 | Монте-Карло          | Международный турнир (двухкруговой турнир)                                     | 11   | 5   | 3    | 12½ из 19         | 5—7   |
| 1903 | Монте-Карло          | Международный турнир (двухкруговой турнир)                                     | 17   | 3   | 6    | 20 из 26          | 1     |
| 1905 | Остенде              | Международный турнир (двухкруговой турнир)                                     | 14   | 4   | 8    | 18 из 26          | 2—3   |
|      | Нюрнберг             | Матч против Ф. Маршалла                                                        | 8    | 1   | 8    | 12 из 17          |       |
| 1906 | Нюрнберг             | XV конгресс Германского шахматного союза                                       | 3    | 4   | 9    | 7½ из 16          | 9—11  |
| 1907 | Остенде              | Международный турнир (четырёхкруговой турнир)                                  | 8    | 3   | 9    | 12½ из 20         | 1     |
| 1908 | Дюссельдорф — Мюнхен | Матч против Эм. Ласкером на первенство мира                                    | 3    | 8   | 5    | 5½ из 16          |       |
| 1910 | Гамбург              | XVII конгресс Германского шахматного союза                                     | 5    | 5   | 6    | 8 из 16           | 9—10  |
| 1911 | Сан-Себастьян        | Международный турнир                                                           | 3    | 2   | 9    | 7½ из 14          | 5—7   |
|      | Кёльн                | Матч против К. Шлехтера                                                        | 3    | 3   | 10   | 8 из 16           |       |
| 1912 | Сан-Себастьян        | Международный турнир (двухкруговой турнир)                                     |      |     |      | 11½ из 20         | 4     |
|      | Бреславль            | XVIII конгресс Германского шахматного союза                                    | 9    | 4   | 4    | 11 из 17          | 4—5   |
| 1914 | Петербург            | Международный турнир предварительный финал                                     | 4 1  | 1 5 | 5 2  | 6½ из 10 2 из 8   | 2 4   |
|      | Мангейм              | XIX конгресс Германского шахматного союза                                      | 4    | 4   | 3    | 5½ из 11          | 8—9   |
| 1916 | Берлин               | Матч против Ж. Мизеса                                                          | 7    | 2   | 4    | 9 из 13           |       |
|      | Берлин               | Матч против Эм. Ласкера                                                        | 0    | 5   | 1    | ½ из 6            |       |
| 1918 | Берлин               | Турнир гроссмейстеров (двухкруговой турнир)                                    | 0    | 3   | 3    | 1½ из 6           | 4     |
| 1920 | Гётеборг             | Международный турнир                                                           | 5    | 3   | 5    | 7½ из 13          | 4—7   |
|      | Берлин               | Международный турнир                                                           | 4    | 4   | 1    | 4½ из 9           | 5—7   |
| 1922 | Пестьен              | Международный турнир                                                           | 5    | 6   | 7    | 8½ из 18          | 9—11  |
|      | Гастингс             | Международный турнир (двухкруговой турнир)                                     | 1    | 3   | 6    | 4 из 10           | 5     |
|      | Теплиц-Шёнау         | Международный турнир                                                           | 1    | 4   | 8    | 5 из 13           | 11—13 |
|      | Вена                 | Международный турнир                                                           | 6    | 2   | 6    | 9 из 14           | 4—6   |
| 1923 | Карлсбад             | 3-й международный турнир                                                       | 5    | 6   | 6    | 8 из 17           | 11    |
|      | Острава Моравская    | Международный турнир                                                           |      |     |      | 6½ из 13          | 7—8   |
|      | Триест               | Международный турнир                                                           | 5    | 2   | 4    | 7 из 11           | 4     |
| 1924 | Меран                | Международный турнир                                                           | 2    | 3   | 8    | 6 из 13           | 10    |
| 1925 | Баден-Баден          | Международный турнир                                                           | 3    | 8   | 9    | 7½ из 20          | 16—17 |
|      | Бреславль            | XXIV конгресс Германского шахматного союза                                     | 1    | 5   | 5    | 3½ из 11          | 10    |
| 1926 | Земмеринг            | Международный турнир                                                           | 8    | 5   | 4    | 10 из 17          | 6—7   |
| 1927 | Лондон               | Турнир наций (I Олимпиада)                                                     | 4    | 2   | 9    | 8½ из 15          |       |
| 1928 | Бад-Киссинген        | Международный турнир                                                           | 0    | 3   | 8    | 4 из 11           | 11    |

Тарраш — автор защиты Тарраша и варианта Тарраша во Французской защите, а также правила Тарраша.

## Примечательные партии

### Тарраш — Консультанты
|   | a | b | c | d | e | f | g | h |   |
| - | --- | --- | --- | --- | --- | --- | --- | --- | - |
| 8 | c8 чёрная ладья · g8 чёрная ладья · d7 чёрный ферзь · h7 чёрная пешка · a6 чёрная пешка · h6 чёрный слон · a5 белая пешка · b5 чёрный король · c5 чёрная пешка · e5 белый слон · b4 чёрная пешка · d4 чёрная пешка · f4 белая пешка · b3 белая пешка · d3 белая пешка · f3 белый ферзь · c2 белая ладья · g2 белая пешка · h2 белая пешка · c1 белая ладья · g1 белый король | c8 чёрная ладья · g8 чёрная ладья · d7 чёрный ферзь · h7 чёрная пешка · a6 чёрная пешка · h6 чёрный слон · a5 белая пешка · b5 чёрный король · c5 чёрная пешка · e5 белый слон · b4 чёрная пешка · d4 чёрная пешка · f4 белая пешка · b3 белая пешка · d3 белая пешка · f3 белый ферзь · c2 белая ладья · g2 белая пешка · h2 белая пешка · c1 белая ладья · g1 белый король | c8 чёрная ладья · g8 чёрная ладья · d7 чёрный ферзь · h7 чёрная пешка · a6 чёрная пешка · h6 чёрный слон · a5 белая пешка · b5 чёрный король · c5 чёрная пешка · e5 белый слон · b4 чёрная пешка · d4 чёрная пешка · f4 белая пешка · b3 белая пешка · d3 белая пешка · f3 белый ферзь · c2 белая ладья · g2 белая пешка · h2 белая пешка · c1 белая ладья · g1 белый король | c8 чёрная ладья · g8 чёрная ладья · d7 чёрный ферзь · h7 чёрная пешка · a6 чёрная пешка · h6 чёрный слон · a5 белая пешка · b5 чёрный король · c5 чёрная пешка · e5 белый слон · b4 чёрная пешка · d4 чёрная пешка · f4 белая пешка · b3 белая пешка · d3 белая пешка · f3 белый ферзь · c2 белая ладья · g2 белая пешка · h2 белая пешка · c1 белая ладья · g1 белый король | c8 чёрная ладья · g8 чёрная ладья · d7 чёрный ферзь · h7 чёрная пешка · a6 чёрная пешка · h6 чёрный слон · a5 белая пешка · b5 чёрный король · c5 чёрная пешка · e5 белый слон · b4 чёрная пешка · d4 чёрная пешка · f4 белая пешка · b3 белая пешка · d3 белая пешка · f3 белый ферзь · c2 белая ладья · g2 белая пешка · h2 белая пешка · c1 белая ладья · g1 белый король | c8 чёрная ладья · g8 чёрная ладья · d7 чёрный ферзь · h7 чёрная пешка · a6 чёрная пешка · h6 чёрный слон · a5 белая пешка · b5 чёрный король · c5 чёрная пешка · e5 белый слон · b4 чёрная пешка · d4 чёрная пешка · f4 белая пешка · b3 белая пешка · d3 белая пешка · f3 белый ферзь · c2 белая ладья · g2 белая пешка · h2 белая пешка · c1 белая ладья · g1 белый король | c8 чёрная ладья · g8 чёрная ладья · d7 чёрный ферзь · h7 чёрная пешка · a6 чёрная пешка · h6 чёрный слон · a5 белая пешка · b5 чёрный король · c5 чёрная пешка · e5 белый слон · b4 чёрная пешка · d4 чёрная пешка · f4 белая пешка · b3 белая пешка · d3 белая пешка · f3 белый ферзь · c2 белая ладья · g2 белая пешка · h2 белая пешка · c1 белая ладья · g1 белый король | c8 чёрная ладья · g8 чёрная ладья · d7 чёрный ферзь · h7 чёрная пешка · a6 чёрная пешка · h6 чёрный слон · a5 белая пешка · b5 чёрный король · c5 чёрная пешка · e5 белый слон · b4 чёрная пешка · d4 чёрная пешка · f4 белая пешка · b3 белая пешка · d3 белая пешка · f3 белый ферзь · c2 белая ладья · g2 белая пешка · h2 белая пешка · c1 белая ладья · g1 белый король | 8 |
| 7 | c8 чёрная ладья · g8 чёрная ладья · d7 чёрный ферзь · h7 чёрная пешка · a6 чёрная пешка · h6 чёрный слон · a5 белая пешка · b5 чёрный король · c5 чёрная пешка · e5 белый слон · b4 чёрная пешка · d4 чёрная пешка · f4 белая пешка · b3 белая пешка · d3 белая пешка · f3 белый ферзь · c2 белая ладья · g2 белая пешка · h2 белая пешка · c1 белая ладья · g1 белый король | c8 чёрная ладья · g8 чёрная ладья · d7 чёрный ферзь · h7 чёрная пешка · a6 чёрная пешка · h6 чёрный слон · a5 белая пешка · b5 чёрный король · c5 чёрная пешка · e5 белый слон · b4 чёрная пешка · d4 чёрная пешка · f4 белая пешка · b3 белая пешка · d3 белая пешка · f3 белый ферзь · c2 белая ладья · g2 белая пешка · h2 белая пешка · c1 белая ладья · g1 белый король | c8 чёрная ладья · g8 чёрная ладья · d7 чёрный ферзь · h7 чёрная пешка · a6 чёрная пешка · h6 чёрный слон · a5 белая пешка · b5 чёрный король · c5 чёрная пешка · e5 белый слон · b4 чёрная пешка · d4 чёрная пешка · f4 белая пешка · b3 белая пешка · d3 белая пешка · f3 белый ферзь · c2 белая ладья · g2 белая пешка · h2 белая пешка · c1 белая ладья · g1 белый король | c8 чёрная ладья · g8 чёрная ладья · d7 чёрный ферзь · h7 чёрная пешка · a6 чёрная пешка · h6 чёрный слон · a5 белая пешка · b5 чёрный король · c5 чёрная пешка · e5 белый слон · b4 чёрная пешка · d4 чёрная пешка · f4 белая пешка · b3 белая пешка · d3 белая пешка · f3 белый ферзь · c2 белая ладья · g2 белая пешка · h2 белая пешка · c1 белая ладья · g1 белый король | c8 чёрная ладья · g8 чёрная ладья · d7 чёрный ферзь · h7 чёрная пешка · a6 чёрная пешка · h6 чёрный слон · a5 белая пешка · b5 чёрный король · c5 чёрная пешка · e5 белый слон · b4 чёрная пешка · d4 чёрная пешка · f4 белая пешка · b3 белая пешка · d3 белая пешка · f3 белый ферзь · c2 белая ладья · g2 белая пешка · h2 белая пешка · c1 белая ладья · g1 белый король | c8 чёрная ладья · g8 чёрная ладья · d7 чёрный ферзь · h7 чёрная пешка · a6 чёрная пешка · h6 чёрный слон · a5 белая пешка · b5 чёрный король · c5 чёрная пешка · e5 белый слон · b4 чёрная пешка · d4 чёрная пешка · f4 белая пешка · b3 белая пешка · d3 белая пешка · f3 белый ферзь · c2 белая ладья · g2 белая пешка · h2 белая пешка · c1 белая ладья · g1 белый король | c8 чёрная ладья · g8 чёрная ладья · d7 чёрный ферзь · h7 чёрная пешка · a6 чёрная пешка · h6 чёрный слон · a5 белая пешка · b5 чёрный король · c5 чёрная пешка · e5 белый слон · b4 чёрная пешка · d4 чёрная пешка · f4 белая пешка · b3 белая пешка · d3 белая пешка · f3 белый ферзь · c2 белая ладья · g2 белая пешка · h2 белая пешка · c1 белая ладья · g1 белый король | c8 чёрная ладья · g8 чёрная ладья · d7 чёрный ферзь · h7 чёрная пешка · a6 чёрная пешка · h6 чёрный слон · a5 белая пешка · b5 чёрный король · c5 чёрная пешка · e5 белый слон · b4 чёрная пешка · d4 чёрная пешка · f4 белая пешка · b3 белая пешка · d3 белая пешка · f3 белый ферзь · c2 белая ладья · g2 белая пешка · h2 белая пешка · c1 белая ладья · g1 белый король | 7 |
| 6 | c8 чёрная ладья · g8 чёрная ладья · d7 чёрный ферзь · h7 чёрная пешка · a6 чёрная пешка · h6 чёрный слон · a5 белая пешка · b5 чёрный король · c5 чёрная пешка · e5 белый слон · b4 чёрная пешка · d4 чёрная пешка · f4 белая пешка · b3 белая пешка · d3 белая пешка · f3 белый ферзь · c2 белая ладья · g2 белая пешка · h2 белая пешка · c1 белая ладья · g1 белый король | c8 чёрная ладья · g8 чёрная ладья · d7 чёрный ферзь · h7 чёрная пешка · a6 чёрная пешка · h6 чёрный слон · a5 белая пешка · b5 чёрный король · c5 чёрная пешка · e5 белый слон · b4 чёрная пешка · d4 чёрная пешка · f4 белая пешка · b3 белая пешка · d3 белая пешка · f3 белый ферзь · c2 белая ладья · g2 белая пешка · h2 белая пешка · c1 белая ладья · g1 белый король | c8 чёрная ладья · g8 чёрная ладья · d7 чёрный ферзь · h7 чёрная пешка · a6 чёрная пешка · h6 чёрный слон · a5 белая пешка · b5 чёрный король · c5 чёрная пешка · e5 белый слон · b4 чёрная пешка · d4 чёрная пешка · f4 белая пешка · b3 белая пешка · d3 белая пешка · f3 белый ферзь · c2 белая ладья · g2 белая пешка · h2 белая пешка · c1 белая ладья · g1 белый король | c8 чёрная ладья · g8 чёрная ладья · d7 чёрный ферзь · h7 чёрная пешка · a6 чёрная пешка · h6 чёрный слон · a5 белая пешка · b5 чёрный король · c5 чёрная пешка · e5 белый слон · b4 чёрная пешка · d4 чёрная пешка · f4 белая пешка · b3 белая пешка · d3 белая пешка · f3 белый ферзь · c2 белая ладья · g2 белая пешка · h2 белая пешка · c1 белая ладья · g1 белый король | c8 чёрная ладья · g8 чёрная ладья · d7 чёрный ферзь · h7 чёрная пешка · a6 чёрная пешка · h6 чёрный слон · a5 белая пешка · b5 чёрный король · c5 чёрная пешка · e5 белый слон · b4 чёрная пешка · d4 чёрная пешка · f4 белая пешка · b3 белая пешка · d3 белая пешка · f3 белый ферзь · c2 белая ладья · g2 белая пешка · h2 белая пешка · c1 белая ладья · g1 белый король | c8 чёрная ладья · g8 чёрная ладья · d7 чёрный ферзь · h7 чёрная пешка · a6 чёрная пешка · h6 чёрный слон · a5 белая пешка · b5 чёрный король · c5 чёрная пешка · e5 белый слон · b4 чёрная пешка · d4 чёрная пешка · f4 белая пешка · b3 белая пешка · d3 белая пешка · f3 белый ферзь · c2 белая ладья · g2 белая пешка · h2 белая пешка · c1 белая ладья · g1 белый король | c8 чёрная ладья · g8 чёрная ладья · d7 чёрный ферзь · h7 чёрная пешка · a6 чёрная пешка · h6 чёрный слон · a5 белая пешка · b5 чёрный король · c5 чёрная пешка · e5 белый слон · b4 чёрная пешка · d4 чёрная пешка · f4 белая пешка · b3 белая пешка · d3 белая пешка · f3 белый ферзь · c2 белая ладья · g2 белая пешка · h2 белая пешка · c1 белая ладья · g1 белый король | c8 чёрная ладья · g8 чёрная ладья · d7 чёрный ферзь · h7 чёрная пешка · a6 чёрная пешка · h6 чёрный слон · a5 белая пешка · b5 чёрный король · c5 чёрная пешка · e5 белый слон · b4 чёрная пешка · d4 чёрная пешка · f4 белая пешка · b3 белая пешка · d3 белая пешка · f3 белый ферзь · c2 белая ладья · g2 белая пешка · h2 белая пешка · c1 белая ладья · g1 белый король | 6 |
| 5 | c8 чёрная ладья · g8 чёрная ладья · d7 чёрный ферзь · h7 чёрная пешка · a6 чёрная пешка · h6 чёрный слон · a5 белая пешка · b5 чёрный король · c5 чёрная пешка · e5 белый слон · b4 чёрная пешка · d4 чёрная пешка · f4 белая пешка · b3 белая пешка · d3 белая пешка · f3 белый ферзь · c2 белая ладья · g2 белая пешка · h2 белая пешка · c1 белая ладья · g1 белый король | c8 чёрная ладья · g8 чёрная ладья · d7 чёрный ферзь · h7 чёрная пешка · a6 чёрная пешка · h6 чёрный слон · a5 белая пешка · b5 чёрный король · c5 чёрная пешка · e5 белый слон · b4 чёрная пешка · d4 чёрная пешка · f4 белая пешка · b3 белая пешка · d3 белая пешка · f3 белый ферзь · c2 белая ладья · g2 белая пешка · h2 белая пешка · c1 белая ладья · g1 белый король | c8 чёрная ладья · g8 чёрная ладья · d7 чёрный ферзь · h7 чёрная пешка · a6 чёрная пешка · h6 чёрный слон · a5 белая пешка · b5 чёрный король · c5 чёрная пешка · e5 белый слон · b4 чёрная пешка · d4 чёрная пешка · f4 белая пешка · b3 белая пешка · d3 белая пешка · f3 белый ферзь · c2 белая ладья · g2 белая пешка · h2 белая пешка · c1 белая ладья · g1 белый король | c8 чёрная ладья · g8 чёрная ладья · d7 чёрный ферзь · h7 чёрная пешка · a6 чёрная пешка · h6 чёрный слон · a5 белая пешка · b5 чёрный король · c5 чёрная пешка · e5 белый слон · b4 чёрная пешка · d4 чёрная пешка · f4 белая пешка · b3 белая пешка · d3 белая пешка · f3 белый ферзь · c2 белая ладья · g2 белая пешка · h2 белая пешка · c1 белая ладья · g1 белый король | c8 чёрная ладья · g8 чёрная ладья · d7 чёрный ферзь · h7 чёрная пешка · a6 чёрная пешка · h6 чёрный слон · a5 белая пешка · b5 чёрный король · c5 чёрная пешка · e5 белый слон · b4 чёрная пешка · d4 чёрная пешка · f4 белая пешка · b3 белая пешка · d3 белая пешка · f3 белый ферзь · c2 белая ладья · g2 белая пешка · h2 белая пешка · c1 белая ладья · g1 белый король | c8 чёрная ладья · g8 чёрная ладья · d7 чёрный ферзь · h7 чёрная пешка · a6 чёрная пешка · h6 чёрный слон · a5 белая пешка · b5 чёрный король · c5 чёрная пешка · e5 белый слон · b4 чёрная пешка · d4 чёрная пешка · f4 белая пешка · b3 белая пешка · d3 белая пешка · f3 белый ферзь · c2 белая ладья · g2 белая пешка · h2 белая пешка · c1 белая ладья · g1 белый король | c8 чёрная ладья · g8 чёрная ладья · d7 чёрный ферзь · h7 чёрная пешка · a6 чёрная пешка · h6 чёрный слон · a5 белая пешка · b5 чёрный король · c5 чёрная пешка · e5 белый слон · b4 чёрная пешка · d4 чёрная пешка · f4 белая пешка · b3 белая пешка · d3 белая пешка · f3 белый ферзь · c2 белая ладья · g2 белая пешка · h2 белая пешка · c1 белая ладья · g1 белый король | c8 чёрная ладья · g8 чёрная ладья · d7 чёрный ферзь · h7 чёрная пешка · a6 чёрная пешка · h6 чёрный слон · a5 белая пешка · b5 чёрный король · c5 чёрная пешка · e5 белый слон · b4 чёрная пешка · d4 чёрная пешка · f4 белая пешка · b3 белая пешка · d3 белая пешка · f3 белый ферзь · c2 белая ладья · g2 белая пешка · h2 белая пешка · c1 белая ладья · g1 белый король | 5 |
| 4 | c8 чёрная ладья · g8 чёрная ладья · d7 чёрный ферзь · h7 чёрная пешка · a6 чёрная пешка · h6 чёрный слон · a5 белая пешка · b5 чёрный король · c5 чёрная пешка · e5 белый слон · b4 чёрная пешка · d4 чёрная пешка · f4 белая пешка · b3 белая пешка · d3 белая пешка · f3 белый ферзь · c2 белая ладья · g2 белая пешка · h2 белая пешка · c1 белая ладья · g1 белый король | c8 чёрная ладья · g8 чёрная ладья · d7 чёрный ферзь · h7 чёрная пешка · a6 чёрная пешка · h6 чёрный слон · a5 белая пешка · b5 чёрный король · c5 чёрная пешка · e5 белый слон · b4 чёрная пешка · d4 чёрная пешка · f4 белая пешка · b3 белая пешка · d3 белая пешка · f3 белый ферзь · c2 белая ладья · g2 белая пешка · h2 белая пешка · c1 белая ладья · g1 белый король | c8 чёрная ладья · g8 чёрная ладья · d7 чёрный ферзь · h7 чёрная пешка · a6 чёрная пешка · h6 чёрный слон · a5 белая пешка · b5 чёрный король · c5 чёрная пешка · e5 белый слон · b4 чёрная пешка · d4 чёрная пешка · f4 белая пешка · b3 белая пешка · d3 белая пешка · f3 белый ферзь · c2 белая ладья · g2 белая пешка · h2 белая пешка · c1 белая ладья · g1 белый король | c8 чёрная ладья · g8 чёрная ладья · d7 чёрный ферзь · h7 чёрная пешка · a6 чёрная пешка · h6 чёрный слон · a5 белая пешка · b5 чёрный король · c5 чёрная пешка · e5 белый слон · b4 чёрная пешка · d4 чёрная пешка · f4 белая пешка · b3 белая пешка · d3 белая пешка · f3 белый ферзь · c2 белая ладья · g2 белая пешка · h2 белая пешка · c1 белая ладья · g1 белый король | c8 чёрная ладья · g8 чёрная ладья · d7 чёрный ферзь · h7 чёрная пешка · a6 чёрная пешка · h6 чёрный слон · a5 белая пешка · b5 чёрный король · c5 чёрная пешка · e5 белый слон · b4 чёрная пешка · d4 чёрная пешка · f4 белая пешка · b3 белая пешка · d3 белая пешка · f3 белый ферзь · c2 белая ладья · g2 белая пешка · h2 белая пешка · c1 белая ладья · g1 белый король | c8 чёрная ладья · g8 чёрная ладья · d7 чёрный ферзь · h7 чёрная пешка · a6 чёрная пешка · h6 чёрный слон · a5 белая пешка · b5 чёрный король · c5 чёрная пешка · e5 белый слон · b4 чёрная пешка · d4 чёрная пешка · f4 белая пешка · b3 белая пешка · d3 белая пешка · f3 белый ферзь · c2 белая ладья · g2 белая пешка · h2 белая пешка · c1 белая ладья · g1 белый король | c8 чёрная ладья · g8 чёрная ладья · d7 чёрный ферзь · h7 чёрная пешка · a6 чёрная пешка · h6 чёрный слон · a5 белая пешка · b5 чёрный король · c5 чёрная пешка · e5 белый слон · b4 чёрная пешка · d4 чёрная пешка · f4 белая пешка · b3 белая пешка · d3 белая пешка · f3 белый ферзь · c2 белая ладья · g2 белая пешка · h2 белая пешка · c1 белая ладья · g1 белый король | c8 чёрная ладья · g8 чёрная ладья · d7 чёрный ферзь · h7 чёрная пешка · a6 чёрная пешка · h6 чёрный слон · a5 белая пешка · b5 чёрный король · c5 чёрная пешка · e5 белый слон · b4 чёрная пешка · d4 чёрная пешка · f4 белая пешка · b3 белая пешка · d3 белая пешка · f3 белый ферзь · c2 белая ладья · g2 белая пешка · h2 белая пешка · c1 белая ладья · g1 белый король | 4 |
| 3 | c8 чёрная ладья · g8 чёрная ладья · d7 чёрный ферзь · h7 чёрная пешка · a6 чёрная пешка · h6 чёрный слон · a5 белая пешка · b5 чёрный король · c5 чёрная пешка · e5 белый слон · b4 чёрная пешка · d4 чёрная пешка · f4 белая пешка · b3 белая пешка · d3 белая пешка · f3 белый ферзь · c2 белая ладья · g2 белая пешка · h2 белая пешка · c1 белая ладья · g1 белый король | c8 чёрная ладья · g8 чёрная ладья · d7 чёрный ферзь · h7 чёрная пешка · a6 чёрная пешка · h6 чёрный слон · a5 белая пешка · b5 чёрный король · c5 чёрная пешка · e5 белый слон · b4 чёрная пешка · d4 чёрная пешка · f4 белая пешка · b3 белая пешка · d3 белая пешка · f3 белый ферзь · c2 белая ладья · g2 белая пешка · h2 белая пешка · c1 белая ладья · g1 белый король | c8 чёрная ладья · g8 чёрная ладья · d7 чёрный ферзь · h7 чёрная пешка · a6 чёрная пешка · h6 чёрный слон · a5 белая пешка · b5 чёрный король · c5 чёрная пешка · e5 белый слон · b4 чёрная пешка · d4 чёрная пешка · f4 белая пешка · b3 белая пешка · d3 белая пешка · f3 белый ферзь · c2 белая ладья · g2 белая пешка · h2 белая пешка · c1 белая ладья · g1 белый король | c8 чёрная ладья · g8 чёрная ладья · d7 чёрный ферзь · h7 чёрная пешка · a6 чёрная пешка · h6 чёрный слон · a5 белая пешка · b5 чёрный король · c5 чёрная пешка · e5 белый слон · b4 чёрная пешка · d4 чёрная пешка · f4 белая пешка · b3 белая пешка · d3 белая пешка · f3 белый ферзь · c2 белая ладья · g2 белая пешка · h2 белая пешка · c1 белая ладья · g1 белый король | c8 чёрная ладья · g8 чёрная ладья · d7 чёрный ферзь · h7 чёрная пешка · a6 чёрная пешка · h6 чёрный слон · a5 белая пешка · b5 чёрный король · c5 чёрная пешка · e5 белый слон · b4 чёрная пешка · d4 чёрная пешка · f4 белая пешка · b3 белая пешка · d3 белая пешка · f3 белый ферзь · c2 белая ладья · g2 белая пешка · h2 белая пешка · c1 белая ладья · g1 белый король | c8 чёрная ладья · g8 чёрная ладья · d7 чёрный ферзь · h7 чёрная пешка · a6 чёрная пешка · h6 чёрный слон · a5 белая пешка · b5 чёрный король · c5 чёрная пешка · e5 белый слон · b4 чёрная пешка · d4 чёрная пешка · f4 белая пешка · b3 белая пешка · d3 белая пешка · f3 белый ферзь · c2 белая ладья · g2 белая пешка · h2 белая пешка · c1 белая ладья · g1 белый король | c8 чёрная ладья · g8 чёрная ладья · d7 чёрный ферзь · h7 чёрная пешка · a6 чёрная пешка · h6 чёрный слон · a5 белая пешка · b5 чёрный король · c5 чёрная пешка · e5 белый слон · b4 чёрная пешка · d4 чёрная пешка · f4 белая пешка · b3 белая пешка · d3 белая пешка · f3 белый ферзь · c2 белая ладья · g2 белая пешка · h2 белая пешка · c1 белая ладья · g1 белый король | c8 чёрная ладья · g8 чёрная ладья · d7 чёрный ферзь · h7 чёрная пешка · a6 чёрная пешка · h6 чёрный слон · a5 белая пешка · b5 чёрный король · c5 чёрная пешка · e5 белый слон · b4 чёрная пешка · d4 чёрная пешка · f4 белая пешка · b3 белая пешка · d3 белая пешка · f3 белый ферзь · c2 белая ладья · g2 белая пешка · h2 белая пешка · c1 белая ладья · g1 белый король | 3 |
| 2 | c8 чёрная ладья · g8 чёрная ладья · d7 чёрный ферзь · h7 чёрная пешка · a6 чёрная пешка · h6 чёрный слон · a5 белая пешка · b5 чёрный король · c5 чёрная пешка · e5 белый слон · b4 чёрная пешка · d4 чёрная пешка · f4 белая пешка · b3 белая пешка · d3 белая пешка · f3 белый ферзь · c2 белая ладья · g2 белая пешка · h2 белая пешка · c1 белая ладья · g1 белый король | c8 чёрная ладья · g8 чёрная ладья · d7 чёрный ферзь · h7 чёрная пешка · a6 чёрная пешка · h6 чёрный слон · a5 белая пешка · b5 чёрный король · c5 чёрная пешка · e5 белый слон · b4 чёрная пешка · d4 чёрная пешка · f4 белая пешка · b3 белая пешка · d3 белая пешка · f3 белый ферзь · c2 белая ладья · g2 белая пешка · h2 белая пешка · c1 белая ладья · g1 белый король | c8 чёрная ладья · g8 чёрная ладья · d7 чёрный ферзь · h7 чёрная пешка · a6 чёрная пешка · h6 чёрный слон · a5 белая пешка · b5 чёрный король · c5 чёрная пешка · e5 белый слон · b4 чёрная пешка · d4 чёрная пешка · f4 белая пешка · b3 белая пешка · d3 белая пешка · f3 белый ферзь · c2 белая ладья · g2 белая пешка · h2 белая пешка · c1 белая ладья · g1 белый король | c8 чёрная ладья · g8 чёрная ладья · d7 чёрный ферзь · h7 чёрная пешка · a6 чёрная пешка · h6 чёрный слон · a5 белая пешка · b5 чёрный король · c5 чёрная пешка · e5 белый слон · b4 чёрная пешка · d4 чёрная пешка · f4 белая пешка · b3 белая пешка · d3 белая пешка · f3 белый ферзь · c2 белая ладья · g2 белая пешка · h2 белая пешка · c1 белая ладья · g1 белый король | c8 чёрная ладья · g8 чёрная ладья · d7 чёрный ферзь · h7 чёрная пешка · a6 чёрная пешка · h6 чёрный слон · a5 белая пешка · b5 чёрный король · c5 чёрная пешка · e5 белый слон · b4 чёрная пешка · d4 чёрная пешка · f4 белая пешка · b3 белая пешка · d3 белая пешка · f3 белый ферзь · c2 белая ладья · g2 белая пешка · h2 белая пешка · c1 белая ладья · g1 белый король | c8 чёрная ладья · g8 чёрная ладья · d7 чёрный ферзь · h7 чёрная пешка · a6 чёрная пешка · h6 чёрный слон · a5 белая пешка · b5 чёрный король · c5 чёрная пешка · e5 белый слон · b4 чёрная пешка · d4 чёрная пешка · f4 белая пешка · b3 белая пешка · d3 белая пешка · f3 белый ферзь · c2 белая ладья · g2 белая пешка · h2 белая пешка · c1 белая ладья · g1 белый король | c8 чёрная ладья · g8 чёрная ладья · d7 чёрный ферзь · h7 чёрная пешка · a6 чёрная пешка · h6 чёрный слон · a5 белая пешка · b5 чёрный король · c5 чёрная пешка · e5 белый слон · b4 чёрная пешка · d4 чёрная пешка · f4 белая пешка · b3 белая пешка · d3 белая пешка · f3 белый ферзь · c2 белая ладья · g2 белая пешка · h2 белая пешка · c1 белая ладья · g1 белый король | c8 чёрная ладья · g8 чёрная ладья · d7 чёрный ферзь · h7 чёрная пешка · a6 чёрная пешка · h6 чёрный слон · a5 белая пешка · b5 чёрный король · c5 чёрная пешка · e5 белый слон · b4 чёрная пешка · d4 чёрная пешка · f4 белая пешка · b3 белая пешка · d3 белая пешка · f3 белый ферзь · c2 белая ладья · g2 белая пешка · h2 белая пешка · c1 белая ладья · g1 белый король | 2 |
| 1 | c8 чёрная ладья · g8 чёрная ладья · d7 чёрный ферзь · h7 чёрная пешка · a6 чёрная пешка · h6 чёрный слон · a5 белая пешка · b5 чёрный король · c5 чёрная пешка · e5 белый слон · b4 чёрная пешка · d4 чёрная пешка · f4 белая пешка · b3 белая пешка · d3 белая пешка · f3 белый ферзь · c2 белая ладья · g2 белая пешка · h2 белая пешка · c1 белая ладья · g1 белый король | c8 чёрная ладья · g8 чёрная ладья · d7 чёрный ферзь · h7 чёрная пешка · a6 чёрная пешка · h6 чёрный слон · a5 белая пешка · b5 чёрный король · c5 чёрная пешка · e5 белый слон · b4 чёрная пешка · d4 чёрная пешка · f4 белая пешка · b3 белая пешка · d3 белая пешка · f3 белый ферзь · c2 белая ладья · g2 белая пешка · h2 белая пешка · c1 белая ладья · g1 белый король | c8 чёрная ладья · g8 чёрная ладья · d7 чёрный ферзь · h7 чёрная пешка · a6 чёрная пешка · h6 чёрный слон · a5 белая пешка · b5 чёрный король · c5 чёрная пешка · e5 белый слон · b4 чёрная пешка · d4 чёрная пешка · f4 белая пешка · b3 белая пешка · d3 белая пешка · f3 белый ферзь · c2 белая ладья · g2 белая пешка · h2 белая пешка · c1 белая ладья · g1 белый король | c8 чёрная ладья · g8 чёрная ладья · d7 чёрный ферзь · h7 чёрная пешка · a6 чёрная пешка · h6 чёрный слон · a5 белая пешка · b5 чёрный король · c5 чёрная пешка · e5 белый слон · b4 чёрная пешка · d4 чёрная пешка · f4 белая пешка · b3 белая пешка · d3 белая пешка · f3 белый ферзь · c2 белая ладья · g2 белая пешка · h2 белая пешка · c1 белая ладья · g1 белый король | c8 чёрная ладья · g8 чёрная ладья · d7 чёрный ферзь · h7 чёрная пешка · a6 чёрная пешка · h6 чёрный слон · a5 белая пешка · b5 чёрный король · c5 чёрная пешка · e5 белый слон · b4 чёрная пешка · d4 чёрная пешка · f4 белая пешка · b3 белая пешка · d3 белая пешка · f3 белый ферзь · c2 белая ладья · g2 белая пешка · h2 белая пешка · c1 белая ладья · g1 белый король | c8 чёрная ладья · g8 чёрная ладья · d7 чёрный ферзь · h7 чёрная пешка · a6 чёрная пешка · h6 чёрный слон · a5 белая пешка · b5 чёрный король · c5 чёрная пешка · e5 белый слон · b4 чёрная пешка · d4 чёрная пешка · f4 белая пешка · b3 белая пешка · d3 белая пешка · f3 белый ферзь · c2 белая ладья · g2 белая пешка · h2 белая пешка · c1 белая ладья · g1 белый король | c8 чёрная ладья · g8 чёрная ладья · d7 чёрный ферзь · h7 чёрная пешка · a6 чёрная пешка · h6 чёрный слон · a5 белая пешка · b5 чёрный король · c5 чёрная пешка · e5 белый слон · b4 чёрная пешка · d4 чёрная пешка · f4 белая пешка · b3 белая пешка · d3 белая пешка · f3 белый ферзь · c2 белая ладья · g2 белая пешка · h2 белая пешка · c1 белая ладья · g1 белый король | c8 чёрная ладья · g8 чёрная ладья · d7 чёрный ферзь · h7 чёрная пешка · a6 чёрная пешка · h6 чёрный слон · a5 белая пешка · b5 чёрный король · c5 чёрная пешка · e5 белый слон · b4 чёрная пешка · d4 чёрная пешка · f4 белая пешка · b3 белая пешка · d3 белая пешка · f3 белый ферзь · c2 белая ладья · g2 белая пешка · h2 белая пешка · c1 белая ладья · g1 белый король | 1 |
|   | a | b | c | d | e | f | g | h |   |

1. f4 d5 2. Кf3 c5 3. e3 Кc6 4. Сb5 Сd7 5. O-O e6 6. b3 Фc7 7. Сb2 f6 8. c4 Кce7 9. Кc3 Кh6 10. Лc1 С:b5 11. К:b5 Фd7 12. Фe2 Кc6 13. cd ed 14. e4 O-O-O 15. e5 a6 16. Кc3 b5 17. a4 b4 18. Кd1 Крb7 19. ef gf 20. С:f6 Лe8 21. Кe3 Лg8 22. Фd3 Кg4 23. К:g4 Ф:g4 24. Лf2 Фd7 25. Кe5 К:e5 26. С:e5 Лc8 27. Фf3 Крb6 28. d3 Сh6 29. Лfc2 d4 30. a5+ Крb5 (см. диаграмму)
31. Сc7!!, 1 : 0. На 31 …Ф:c7 решает 32. Л:c5+ Ф:c5 33. Фb7+ Кр:a5 34. Ла1#, а на 31 …Л:c7 — 32. Фb7+ Л:b7 33. Л:c5#. Задачная концовка практической партии.

## Личная жизнь
Тарраш был женат на Анне Розалии рож. Рудольф (1865—1940). У них было пятеро детей, три мальчика и две девочки. Пауль (15 апреля 1892 — 9 сентября 1912, Гамбург), Фридрих («Фриц») Макс (11 марта 1888 — 14 мая 1915), Ганс Рихард (6 июля 1890—1916). В 1924 году развёлся со своей первой женой и в этом же году женился на Гертруде рож. Шрёдер (1892—1966). 28 мая 1909 крестился.

## Книги
- Тарраш, Зигберт. Защита ферзевого гамбита. Критические исследования / пер. Я. Г. Рохлина. — Л.: Кубуч, 1925. — 114 с. — 4000 экз.
- Тарраш, Зигберт. Современная шахматная партия = нем. Die moderne Schachpartie. Leipzig, 1924 / пер. с немецкого В. И. Ненарокова, редактор А. А. Смирнов. — Л.: Колос, 1926. — 380 с. — 5000 экз.
- Тарраш, Зигберт. Что должен каждый знать о миттельшпиле. Типичные комбинации и атаки = нем. Das Schachspiel. 1931 (вторая часть) / пер. с немецкого С. О. Вайнштейна, редактор А. А. Смирнов. — М.—Л.: Физкультура и туризм, 1932. — 108 с. — 10 000 экз.
  - Переиздания: М.: Русский шахматный дом, 2018; М.: Калиниченко, 2023
- Тарраш, Зигберт. 300 шахматных партий = нем. Dreihundert Schachpartien. Leipzig, Verlag von Veit und Comp. 1895 / пер. с немецкого В. И. Мурахвери. — М.: Физкультура и спорт, 1988. — 431 с. — 100 000 экз.
- Тарраш, Зигберт. Учебник шахматной стратегии / пер. с немецкого В. И. Мурахвери, составление и редакция В. В. Эльянова. — М.—Харьков: АСТ—Фолио, 2001. — Т. 1. — 333 с. — 10 000 экз. — ISBN 5170064268.
- Тарраш, Зигберт. Учебник шахматной стратегии / пер. с немецкого В. И. Мурахвери, составление и редакция В. В. Эльянова. — М.—Харьков: АСТ—Фолио, 2001. — Т. 2. — 315 с. — 10 000 экз. — ISBN 5170066260.
  - Двухтомник «Учебник шахматной стратегии» составлен из избранных разделов книги «Шахматы» (нем. Das Schachspiel. Systematisches Lehrbuch für Anfänger und Geübte. Deutsche Buchgemeinschaft, Berlin 1931 — шахматный учебник, на русском языке не издавался), книги «Современная шахматная партия» издания 1924 г. (дебюты), главы «Комментарии к этюдам И. Клинга и Б. Горвица» из книги А. Бринкмана «Зигберт Тарраш — наставник шахматного мира»  (эндшпиль), главы «Ласкер — Тарраш», написанной В. И. Мурахвери.
- Тарраш, Зигберт. Турниры чемпионов: [Международные шахматные турниры в Остенде (1907) и Санкт-Петербурге (1914)] / пер. с немецкого А. Фингера. — М.: Рипол классик, 2003. — 336 с. — (Искусство шахмат). — ISBN 5790518532.
  - Переиздания: М.: Русский шахматный дом, 2020